# Vert (affluent du gave d'Oloron)
Pour les articles homonymes, voir Vert.
Le Vert  est une rivière pyrénéenne, cours d'eau principal de la vallée de Barétous dans les Pyrénées-Atlantiques.

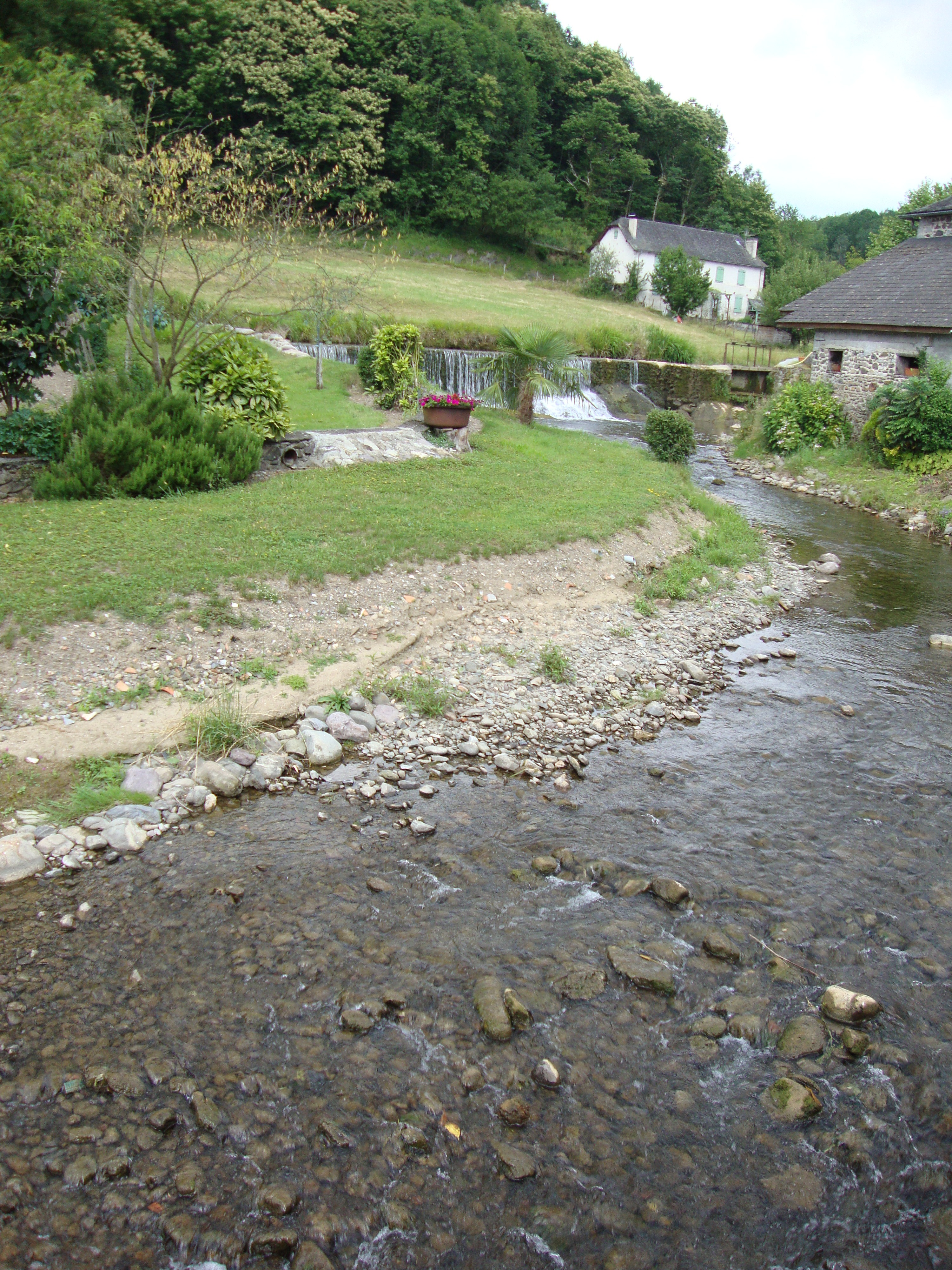
Le Vert d'Arette à Arette.

## Étymologie
Le terme Vert vient probablement d'une déformation du mot gascon d'origine basque barta 'plaine inondable' ou bien de la couleur verte que prend parfois le gave.

## Géographie
D'une longueur de 34,9 kilomètres, il s'appelle aussi dans sa partie haute le ruisseau de Chausse. Puis il s'appelle le Vert d'Arette et reçoit à Aramits le Vert de Barlanès.
Il coule alors vers le nord.
Le Vert se jette dans le gave d'Oloron à Moumour, au nord d'Oloron-Sainte-Marie, après être passé sous la route de Bayonne, la route départementale D 936 et à côté de la minoterie Bessonneau, à l'altitude 185 mètres.

## Communes et cantons traversées
Dans le seul département des Pyrénées-Atlantiques, le Vert traverse sept communes et deux cantons :
- dans le sens amont vers aval : Arette (source), Aramits, Ance, Féas, Oloron-Sainte-Marie, Esquiule, Moumour.

Soit en termes de cantons, le Vert prend source dans le canton d'Aramits et conflue dans le canton d'Oloron-Sainte-Marie-Ouest.

## Affluents
Le Vert a 19 affluents référencés.
Il se constitue en aval du village d'Aramits, au pont d'Ouncès, de la réunion des : 
- (D) Vert d'Arette, anciennement le Larron, en provenance du plateau de Chousse sous le Pic de Guillers,
- (G) Vert de Barlanès, en provenance de Barlanès et constitué de torrents comme :
  - le Lissiague, du vallon d'Aygonce.

Le Littos est son affluent principal : 13 km. Prenant sa source dans le bois de Gouloume à Aramits, il rejoint le Vert en rive gauche à Esquiule.
|  |  |